# MSC Seaview
Az MSC Seaview egy Seaside osztályú üdülőhajó, amelyet az MSC Cruises birtokol és üzemeltet. A Fincantieri olasz hajóépítő által Monfalconéban épített és 2018 júniusában leszállított testvérhajója az osztályának vezető hajójának, az MSC Seaside-nak.

## Története

### Építés és szállítás
2014. május 22-én az MSC Cruises bejelentette, hogy két új, 154 000 tonnás üdülőhajót rendelt a Fincantieritől. Az új rendelés a Seaside prototípuson alapult, mindegyik hajó egyenként 700 millió euróba került.
2015. október 16-án az MSC elvégezte az acélvágási szertartást a második Seaside osztályú hajójuk számára Monfalconéban. Az MSC a következő Seaside osztályú hajó nevét MSC Seaview néven hozta nyilvánosságra a következő évben, 2016. július 4-én 2017. augusztus 23-án az MSC Seaview-t kivezették a hajógyárból. 2018. április 23-án öt napos tengeri próbaútra indult.
Az MSC Seaview-t 2018. június 4-én ünnepélyes keretek között adták át Monfalconéban. Genovában keresztelte el keresztanyja, Sophia Loren 2018. június 9-én.

### Operatív karrier
Az MSC Seaview 2018. június 10-én indult első útjára Genovából, a Földközi-tenger nyugati részén, Marseille-be, Barcelonába, Nápolyba, Messinába és Vallettába. Első szezonjában folytatta a heti utazásokat a Földközi-tenger nyugati részén, mielőtt áttelepült Brazíliába a 2018–2019-es téli szezonra. Ez a következő évben megismétlődött. Eredetileg a Perzsa-öbölbe tervezték az első szezonját, de a flotta-átcsoportosításokat kikényszerítő COVID-19 járvány miatt a tervek szerint visszatér Brazília ebben az időszakban. 2021 nyarán visszatért Észak-Európába, heti körutazásokra.

## Tervezés és specifikációk
Az MSC Seaview és a vele azonos testvérhajója, az MSC Seaside teljes architektúrája Fincantieri Project Mille-n alapul, amely prototípus nem volt kivitelezve 12 évvel azelőtti kezdeti elképzelés óta. A Project Mille prototípusa a középső hajó dízelgenerátorait, a szélesebb hajótestet, a keskenyebb felépítményt és a nehéz tömegű közterületek alacsonyabb fedélzetekre való áthelyezését mutatta be a hajó súlypontjának csökkentése érdekében. A hajó kialakítása ezeket a jellemzőket tükrözi, a középső hajógépház és a tölcsérek mellett, a hajó mindkét oldalán egy szélesebb sétányi sétány és egy szélesebb hátsó sétányfedélzet, amely nagy medencével rendelkezik, kiegészítve a legfelső fedélzeten találhatókkal. A hátsó sétány fedélzete a keskeny, toronyszerű szerkezet tövében helyezkedik el, amely kabinokat helyez el a hajó hátuljában. További funkciók és szálláshelyek: a WhiteWater West egyedi tervezésű vízi parkja a legfelső fedélzeten, az MSC Yacht Club luxusövezete, amely öt fedélzetet ölel fel, és ahol az utasok felárat fizetnek a továbbfejlesztett szállásokért és szolgáltatásokért, három tematikus étterem, bowlingpálya, és egy színház.
Az MSC Seaview 18 fedélzettel rendelkezik, és hossza 323 méter (1060 ft), merülés 8,55 méter (28,1 ft), mélysége 12,1 méter (40 ft), és szélessége 41 méter (135 ft). A teljes utaskapacitás 5119 fő 2066 utasfülkében, 1413 fős személyzettel 759 kabinban, így a maximális kapacitás 6592 személy.

## Balesetek és események

### 2019-es öngyilkossági kísérlet
2019. június 21-én egy ír állampolgár ugrott le a fedélzetről egy mediterrán út során. A személyzet egyik tagját megjutalmazták az utas megmentéséért, miután vízbe merülve mentették meg az utast. Később mindkettőjüket visszavitték a fedélzetre, és az ír embert egy helyi kórházba küldték. A hajó ezt követően folytatta útját.

### Covid19-világjárvány
A Covid19-pandémia idején a legénység 10 tagja az MSC Seaview fedélzetén állítólag pozitívnak bizonyult a SARS-CoV-2 tesztje. Ezt követően a hajó 2020. április 30-án karanténba került a santosi kikötőben. 2020. május 5-én az Empresa Brasil de Comunicação arról számolt be, hogy a fedélzeten tartózkodó 615 fős személyzetből jelenleg 80 megerősített koronavírusos eset van, további 30 gyanús eset. Aznap később a megerősített esetek száma 86-ra emelkedett.

## Fordítás
Ez a szócikk részben vagy egészben  a   MSC Seaview című angol Wikipédia-szócikk ezen változatának fordításán alapul.  Az eredeti cikk szerkesztőit annak laptörténete sorolja fel. Ez a jelzés csupán a megfogalmazás eredetét és a szerzői jogokat jelzi, nem szolgál a cikkben szereplő információk forrásmegjelöléseként.